# Марк Кларк (музикант)
 Тази статия е за басиста.  За американския генерал вижте Марк Кларк.  
Марк Кларк (на английски: Mark Clarke; роден на 25 юли 1950 г., Ливърпул, Англия) е британски бас китарист и автор на песни. Свири в групите Colosseum, „Юрая Хийп“, сътрудничи си с Кен Хенсли, Били Скуайър и други групи и самостоятелни творци.
Свири в групата Colosseum от 1970 до 1972 г., а също и след събирането ѝ през 1994 г. до днес. След това той свири за кратко в групата „Юрая Хийп“, като успява да участва в записа на една песен на The Wizard от албума Demons & Wizards като част от групата през 1972 г., след което е заменен от Гари Тейн. От 1973 до 1975 г. свири в групата Tempest. Участва в записите на няколко солови албума на Кен Хенсли. Свири в групата Natural Gas от 1975 до 1977 г. След това през 1977 г. е за кратко в „Рейнбоу“, участвайки в записа на албума Long Live Rock 'n' Roll, но Ричи Блекмор не е доволен от свиренето му и Кларк скоро напуска групата.
През 1980 г. работи с Били Скуайър, участва в записите на албумите Don't Say No, The Stroke, In the Dark и други, сътрудничи си с Дейви Джоунс.
Сътрудничи с групата Mountain, записва албуми на Лесли Уест и Иън Хънтър.
През 2010 г. издава соловия си албум Moving To The Moon.

## Дискография

### С Colosseum
- 1970 – Daughter of Time
- 1971 – Colosseum Live
- 1994 – Colosseum LiveS – The Reunion Concerts
- 1997 – Bread and Circuses
- 2003 – Tomorrow's Blues
- 2007 – Live05
- 2014 – Time On Our Side

### С Uriah Heep
- 1972 – Demons & Wizards

### С Tempest
- 1973 – Tempest
- 1974 – Live in London
- 1974 – Living in Fear

### С Кен Хенсли
- 1975 – Eager To Please
- 1980 – Free Spiri

### С Йън Хантър
- 1983 – All of the Good Ones Are Taken

### С Mountain
- 1985 – Go For Your Life
- 1996 – Man’s World

### С Rainbow
- 1978 – Long Live Rock 'n' Roll